# TWAS
La Academia Mundial de Ciencias (en inglés: The World Academy of Sciences o TWAS), es una academia de ciencia basada en el mérito que reúne 1000 científicos en unos 70 países. Su principal objetivo es promover la capacidad científica y excelencia para el desarrollo sustentable en el Sur (véase división Norte-Sur). Su sede se encuentra en los edificios del Centro Internacional de Física Teórica (ICTP) en Trieste, Italia.
TWAS fue fundada en 10 de octubre de 1983 bajo el liderazgo del premio Nobel Abdus Salam de Pakistán por un grupo de científicos destacados que estaban determinados a realizar algo con respecto al bajo nivel de investigación científica en los países en desarrollo. 
- La falta crónica de fondos para la investigación a menudo obliga a los científicos en los países en desarrollo en aislamiento intelectual, poniendo en peligro sus carreras, sus instituciones y, en última instancia, sus naciones.

- Los científicos en los países en desarrollo tienden a ser mal pagados y a ganar poco respeto por su trabajo porque el papel que la investigación científica puede desempeñar en los esfuerzos de desarrollo se subestima. Esto a su vez conduce a la fuga de cerebros a favor del Norte que empobrece aún más al Sur.

- Las instituciones de investigación y universidades en el Sur carecen de fondos, lo que obliga a los científicos a trabajar en condiciones difíciles y a menudo con equipo antiguo.

Los miembros fundadores de la TWAS por lo anterior decidieron crear una organización que ayude a:
1. Reconocer, apoyar y promover la excelencia en la investigación científica en el Sur;
2. Proveer a los científicos prometedores en el sur, con instalaciones de investigación necesarias para el desarrollo de su trabajo;
3. Facilitar el contacto entre científicos individuales e instituciones en el Sur;
4. Promover la cooperación Sur-Norte entre individuos y centros de estudios;
5. Promover la investigación científica en los principales problemas de los países en desarrollo.

Desde su creación, los gastos operativos de la TWAS han sido en gran parte cubiertos por las generosas contribuciones del gobierno italiano, desde 1991, la UNESCO ha sido responsable de la administración de las finanzas y el personal de la TWAS sobre la base de un acuerdo firmado por el director general de la UNESCO y el presidente de la TWAS.

## Miembros fundadores
Los miembros fundadores en 1983 fueron:
- Hua Luogeng (1910–1985), China
- Nil Ratan Dhar (1892–1987), India
- Luis F. Leloir (1906–1987), Argentina
- Benjamin Peary Pal (1906–1989), India
- Ignacio Bernal (1910–1992), México
- Gerardo Reichel-Dolmatoff (1912–1994), Colombia
- Emilio Rosenblueth (1926–1994), México
- Salimuzzaman Siddiqui (1897–1994), Pakistán
- Abdus Salam (1926–1996), Pakistán
- Carlos Chagas Filho (1910–2000), Brasil
- Johanna Döbereiner (1924–2000), Brasil
- Gopalasamudram Narayana Ramachandran (1922–2001), India
- Thomas Risley Odhiambo (1931–2003), Kenia
- Marcel Roche (1920–2003), Venezuela
- Sivaramakrishna Chandrasekhar (1930–2004), India
- Thomas Adeoye Lambo (1923–2004), Nigeria
- Autar Singh Paintal (1925–2004), India
- Ricardo Bressani Castignoli (1926-2015), Guatemala[1]

## Nombre
Desde su creación hasta el año 2004 se llamó la Academia de Ciencias del Tercer Mundo. Luego pasó a llamarse Academia de Ciencias para el Mundo en Desarrollo hasta septiembre de 2012 donde adquirió su nombre actual.